# فرج المذبل
فرج السنوسي المذبل (1944 - 2020) شاعر غنائي ومؤلف، ولاعب كرة قدم، ومخرج ومعد برامج ليبي من مواليد مدينة درنة عام 1944م.

## حياته
عمل في السلك الإذاعي بالإذاعة الليبية في ثمانينيات القرن العشرين لمدة من الزمن ثم تفرغ للتأليف الغنائي، كما كان لاعب كرة قدم ولعب في الدوري الممتاز مع فريق النجمة والأهلي في بنغازي، واختير للفريق الوطني الأول.
عمل في الإذاعة الليبية مخرجًا ومعد برامج تلفزيونية. وصف الإعلامي الرياضي بلقاسم مفتاح مسيرة الشاعر فرج الرياضية حيث قال: «فرج المذبل رياضي ولاعب كرة قدم مميز وسبق أن استضفته في برنامج ذاكرة الرياضة المسموع واستضفته في حلقة مرئية في برنامج ذاكرة الرياضة المرئي الذي أذيع عبر قناة ليبيا الرياضية». أيضا قام بإخراج أحداث وبطولات رياضية كثيرة منها على سبيل المثال لا الحصر: إخراج مباريات منتخبات المجموعة الثانية لبطولة أمم أفريقيا لكرة القدم التي جرت مبارياتها على أرضية ملعب 28 مارس ببنغازي، وكان المخرج الرئيسي لحفل افتتاح واختتام البطولة، ومباريات المجموعة الأولى على أرضية ملعب 11 يونيو بطرابلس. كما قدّم مجموعة من المسلسلات تلفزيونية منها: «الناس البعضها» و«حكاوي الغناوي» و«المفتاح» و«العين اتمسي» كما كتب المسرحية الغنائية للمسرح الليبي. طبع له عدة دواووين في الشعر الغنائي ومنها: «رباعيات يا صاحبي» و«حلو العتاب» و«هز الشوق» و«عوالي» و«غريق في بحر لولاف».

## في الشعر
قدم مجموعة أعمال مع الملحن إبراهيم أشرف والمطرب عادل عبد المجيد فترة أواخر سبعينيات القرن العشرين، ومنها: «الوعد» و«متغيرين» و«يصعب علينا»، و«هز الشوق حنايا الخاطر»، و«حلو العتاب»، كما قدّم للفنانة سالمين الزروق بعض أعمالها مثل أغنية «غيّب علي»، وأغنية «عاهدتني»، و «زاهيات معاك أيامي» والتي كانت من ألحان إبراهيم فهمي، وأغنية ثالثة بعنوان «ونست عيني الساهرة المشتاقة» التي أخرجها تلفزيونياً. غنت له المطربة تونس مفتاح أغنية بعنوان «ما تغّيب». كما تعامل المذبل مع المطرب سالم بن زابية في أغان عدة، وغنى له المطرب الليبي أحمد فكرون أغنية «الشمس».